# Landrecht
Landrecht, Das Allgemeine Landrecht (Obecné zemské právo, zkratkou ALR), kodex pruského zemského práva, celým názvem Das Allgemeine Landrecht für die Preußischen Staaten, byla kodifikace pruského práva, která byla vydána Fridrichem Vilémem II. roku 1794. Zahrnovala téměř celý tehdejší pruský právní řád, tj. občanské, trestní, státní a další (rodinné, dědické, lenní, stavovské, obecní, kostelní, policejní) ve více než 19 000 ustanoveních. Každý možný případ měl být upraven. Neobsahoval prakticky jen procesní právo.

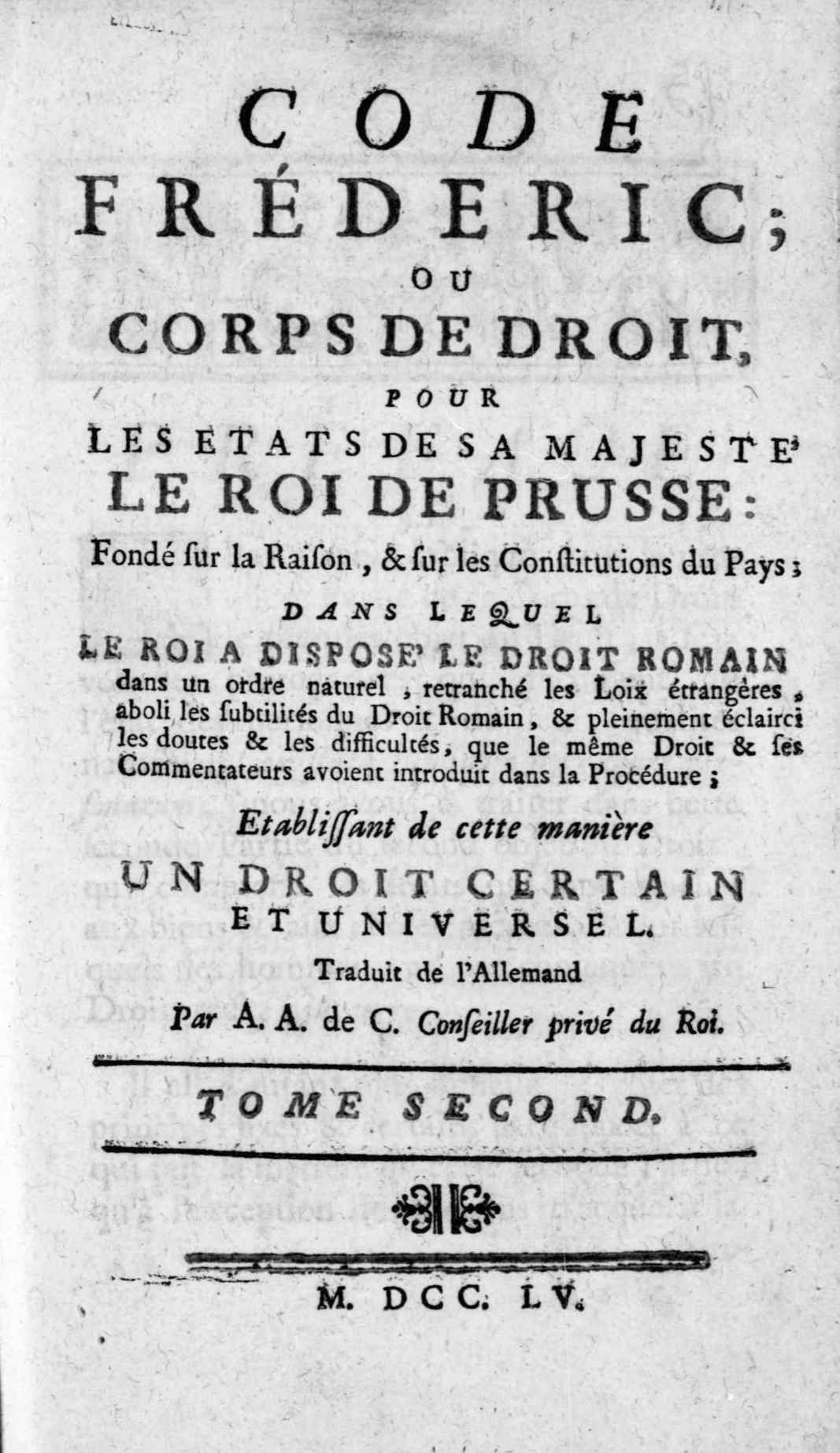
Samuel von Cocceji, Project des Corporis Juris Fridericiani, 1752

Především přednost přirozeného práva před římským právem byl veliký pokrok. Také základy právní politiky jako nullum crimen sine lege (není zločinu bez zákona) a nulla poena sine lege (není trestu bez zákona) nebo to, že stát své právo zásahu proti občanu musí dokázat, byly novinky. Během 19. století byl zákoník postupně ve svých částech nahrazován novými právními předpisy. Jeho poslední část byla zrušena roku 1900 německým občanským zákoníkem.
Platnost zákoníku byla subsidiární - nerušil dosavadní místní zákony a pravidla a upravoval tak poměry jen v tom, co neupravovalo místní právo.